# Ozdobnik rajski
Ozdobnik rajski (Ptiloris paradiseus) – gatunek średniej wielkości ptaka z rodziny cudowronek (Paradisaeidae), występujący we wschodniej Australii. Nie wyróżnia się podgatunków.
MorfologiaDługość ciała: samiec 30 cm, samica 29 cm.
Masa ciała: samiec 134–155 g; samica 86–112 g.
Samiec czarny z niebieską głową, podgardlem i końcówkami piór. Posiada czarny, zakrzywiony dziób i ciemnobrązową tęczówkę. Samica oliwkowobrązowa.
Zasięg, środowiskoWystępuje we wschodniej Australii w lasach deszczowych Nowej Południowej Walii i w centralnym Queenslandzie. Jest gatunkiem endemicznym.
PożywienieŻywi się głównie małymi owadami i owocami. Żeruje często na martwych pniach.
RozmnażanieSamiec podczas toków przede wszystkim pokazuje swoją mieniącą się pierś. Jaja wysiaduje samica.
StatusMiędzynarodowa Unia Ochrony Przyrody (IUCN) od 2000 roku uznaje ozdobnika rajskiego za gatunek najmniejszej troski (LC – least concern); wcześniej, od 1994 miał on status gatunku bliskiego zagrożenia (NT – near threatened), a od 1988 – najmniejszej troski. Liczebność populacji nie została oszacowana, ale ptak ten opisywany jest jako wciąż pospolity w północnej części zasięgu i mniej liczny w południowej. Trend liczebności populacji uznawany jest za spadkowy.